# تجرأ على المعرفة
تجرَّأ على المعرفة (باللاتينية: Sapere aude)، هو مصطلح لاتيني وضعه فلاسفة الإغريق يقابله في الإنجليزية (Dare to know) يمكن ترجمته أيضاً بعبارات أخرى مثل «تجرَّأ على التفكير» أو «تجرَّأ على الحكمة».
يرجع أصل هذا المصطلح إلى الشاعر والكاتب الروماني هوراس (65ق.م – 8ق.م) في كتابه «الرسائل»، وارتبط هذا المصطلح ارتباطاً مباشراً بعصر التنوير، اشتهر هذا المصطلح وانتشر على نطاق واسع بعد أن استخدمه إيمانويل كانط في مقالته الشهيرة «ما هو التنوير؟» التي نشرها عام 1784، لقد جعل كانط من عبارة «تجرَّأ على المعرفة» شعاراً لعصر التنوير واستخدمها لتطوير نظريَّاته لتطبيق العقل في المجال العام للشؤون الإنسانية.
أمَّا في القرن العشرين فقد تناول الفيلسوف الفرنسي ميشال فوكو في مقالته «ما هو التنوير؟» عام 1984 صياغة كانط لمصطلح «تجرَّأ على المعرفة» في محاولةٍ لتحديد مكان الرجل والمرأة في فلسفة ما بعد البنيوية ولنبذ الخلاف مع التراث التنويري الكلاسيكي، من جهته اقترح جان كلود فوليمين في مقالته «الكلمة والشيء» عام 2013 استخدم عبارة «تجرَّأ على المعرفة» شعارًا للفلسفة الحديثة، حاليَّاً تُستخدم هذه الكلمة بكتابتها اللاتينية شعارًا في كثير من المؤسَّسات التعليمية.

## الاستخدامات

### القرن الأول
هوراس
الاستخدام الأول لعبارة تجرَّأ على المعرفة يظهر في كتاب الرسائل للشاعر الروماني هوراس تحديداً في رسالته الثانية الموجَّهة إلى لوليوس ، ويستخدم هوراس هذه العبارة عندما يسرد قصة مجازيَّة عن أحمق يريد أن يعبر النهر وهو يجلس على ضفته منتظراً أن يتوقَّف تيار النهر عن الجريان حتى يعبره، في هذا الصدد يدعو هوراس إلى المثابرة وصولاً للأهداف وبذل الجهد للتغلب على العقبات ويثمِّن من قيمة المساعي الإنسانيَّة.

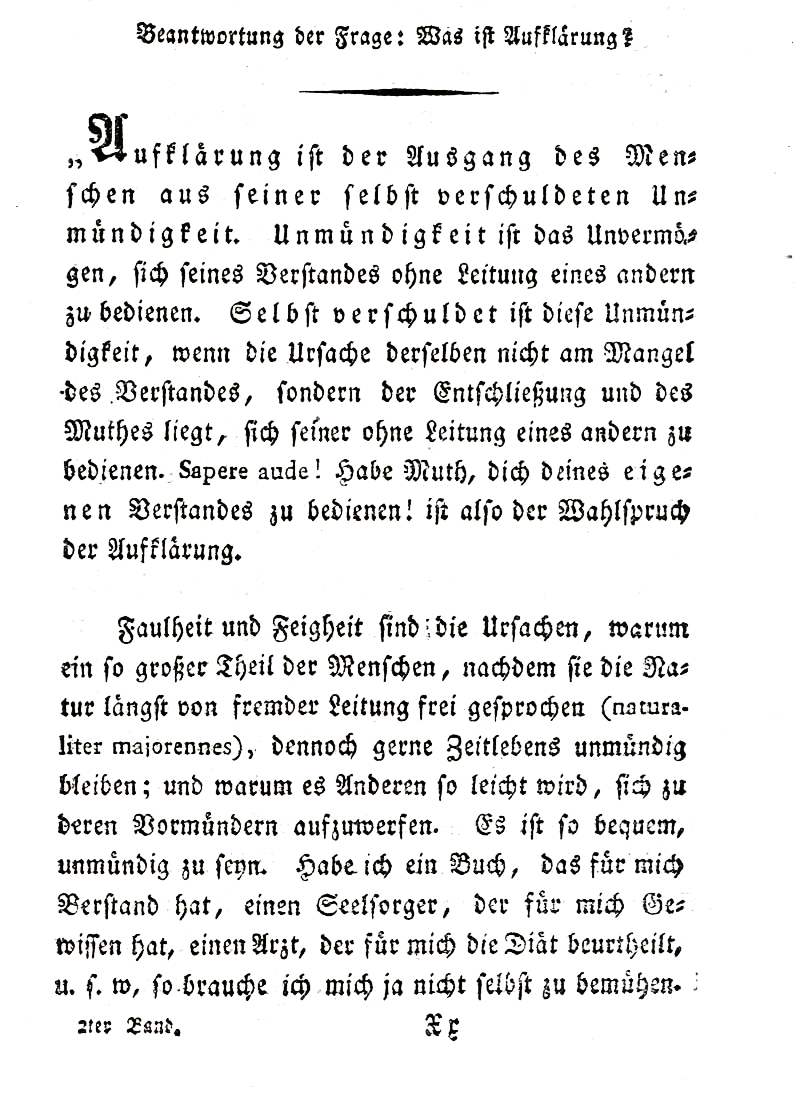
ما هو التنوير؟ لإيمانويل كانط

### القرن السادس عشر
فيليب ميلانتشثون
في خطابه الافتتاحي كأستاذ لللغة اليونانية في فيتنبرغ في 29 أغسطس 1518، استخدم فيليب ميلنشثون عبارة هوراس تجرَّأ على المعرفة.

### القرن الثامن عشر
إيمانويل كانط
وصف إيمانويل كانط في مقالته «الإجابة على سؤال ما هو التنوير؟» 1784، التنوير بأنَّه تحرير للإنسان من قلِّة نضجه الذاتي وباستخدامه لعبارة تجرَّأ على المعرفة يدعو كانط القارئ للتحرُّر الفكري بواسطة العقل.
صنَّف كانط استخدام العقل إلى عام وخاص، فالاستخدام العام للعقل يشمل الخطاب السياسي العام مثلاً، بينما يشمل الاستخدام الخاص الحجج المنطقيَّة والتحليل العقلي، يشيد عمانوئيل كانط بملك بروسيا فريدريك الثاني لانفتاحه الفكري وتقبُّله للأفكار السياسيَّة والاجتماعية والثقافيَّة لعصر التنوير ويصفه بالأمير المتنوِّر الذي يقود رعاياه ويرشد شعبه.
يؤكِّد كانط أنَّ الالتزام بقاعدة تجرَّأ على المعرفة كفيلٌ بكسر أغلال الاستبداد، والوصول إلى تحقيق مصالح الشعب والدولة ومعرفة أساليب الحكم الأفضل.

### القرن العشرين
ميشال فوكو
ردَّ الكاتب والفيلسوف ميشال فوكو في مقالته «ما هو التنوير؟» عام 1984 على أفكار كانط ورفض الكثير من دعواته السياسية التي تشيد بالقادة والحكَّام العظام التي استوحاها من مبدأ تجرَّأ على المعرفة، بدلاً من ذلك دعا فوكو إلى استخدام هذه العبارة في التفكير العقلي النقدي لتحليل المعتقدات غير العمليَّة، وشكَّك في حجج عصر التنوير التي قدَّمها كانط.
ولكن من جهة أخرى فقد تشابه تأويل فوكو الفلسفي لعبارة تجرَّأ على المعرفة مع تفسير أسلافه من فلاسفة القرن الثامن عشر وعلى رأسهم كانط من حيث ممارسة محدَّدة للتفكير النقدي ودعا لتجاوز الحدود النقدية التاريخيَّة المفروضة علينا.